# Лебедєв Андрій Володимирович
Андрі́й Володи́мирович Ле́бедєв (6 червня 1980 — 29 січня 2015) — солдат Збройних Сил України, учасник російсько-української війни.

## Життєпис
Народився в Ярославлі, 1983 року його мама разом з її батьками переїздить до Чернігова. Закінчив Чернігівську ЗОШ № 32, Чернігівський професійний ліцей хімічної промисловості, здобув професію електрика високовольтних ліній. Строкову військову службу пройшов у складі Національної гвардії України, Сімферополь, кулеметник. Демобілізувавшись, працював експедитором на чернігівському складі керамічного посуду.
Мобілізований у квітні 2014-го, кулеметник 1-го відділення 2-го мотопіхотного взводу 1-ї мотопіхотної роти, 13-й окремий мотопіхотний батальйон «Чернігів-1». З травня 2014 року перебував у зоні проведення бойових дій, у серпні нагороджений грамотою військового командування Збройних Сил України.
Загинув 29 січня 2015-го під час мінометного обстрілу в бою на блокпосту 1302 під Вуглегірськом. Тоді ж полягли старший солдат Сергій Андрусенко та старші солдати Олександр Бригинець й Олег Соломаха.
10 березня Андрія упізнали серед загиблих. Перепохований на кладовищі м. Чернігова.
Без Андрія лишилися мама й дружина.

## Нагороди та вшанування
- Указом Президента України № 149/2019 від 18 квітня 2019 року, «за особисті заслуги у захисті державного суверенітету та територіальної цілісності України, мужність і самовіддані дії, виявлені під час виконання службового обов'язку», нагороджений орденом «За мужність» III ступеня (посмертно)[1].
- Рішенням міської ради міста Чернігова від 26 серпня 2021 року № 10/VIII-2 присвоєно почесне звання «Захисник України — Герой Чернігова» (посмертно)[2].
- Вшановується в меморіальному комплексі «Зала пам'яті», в щоденному ранковому церемоніалі 29 січня[3][4].